# Admiral Ackbar
Admiral Gial Ackbar er en fiktiv person fra Star Wars-universet.
Ackbar var anfører og admiral i den nye republiks flåde, indtil han fløj ind i vindenes Katedral, som fløj til alle sider og dræbte mange Vorrer på planeten Vortex. Derfor lagde han sit admiral tegn og fløj hjem til sin hjemplanet Calamari, han vidste bare ikke at det ikke var hans skyld, da nogen havde saboteret hans skib. 
Under imperiets besættelse af Calamari blev han tvunget til at tjene som Stormoff Tarkins assistent. Først nogle år senere, lykkedes det ham at flygte under et af oprørernes angreb. Takket være hans tjeneste, som Tarkins assistent, lærte han meget om imperiets krigsførelse, inklusive Tarkins og dermed kendte han deres strategi, da Calamari igen blev angrebet af imperiet eller det der var tilbage af det efter kejserens død. På den måde vandt han en sejr, indtil den nye republiks flåde jagede imperiet væk. Efter slaget besluttede Ackbar at blive, for at hjælpe med genopbygningen af blandt andet Reef home. Så selv om Leia Organa prøvede at overtale ham til at vende tilbage, blev han på planeten. 
Har været med til at udvikle B-wing stjerne jagerene.
Spiller med i Jediridderen vender tilbage.

## Navigation
| Star Wars | Spire Denne Star Wars-artikel er en spire som bør udbygges. Du er velkommen til at hjælpe Wikipedia ved at udvide den. |

1. ↑  Navnet er anført på engelsk og stammer fra Wikidata hvor navnet endnu ikke findes på dansk.